# Aphonopelma platnicki
Aphonopelma platnicki är en spindelart som beskrevs av Smith 1995. Aphonopelma platnicki ingår i släktet Aphonopelma och familjen fågelspindlar. Inga underarter finns listade i Catalogue of Life.